# Óscar Reyes
Óscar Reyes  (en japonés:レイエス オスカー Reiesu Osukā) (Tokio, Japón, 31 de julio de 1978) es un actor de teatro y televisión español nacido en Japón.
Hijo de la bailaora de flamenco Paloma Reyes que conoció a su padre, japonés, durante una gira por aquel país en el local Aquí tomate. Nació en Tokio, pero a los tres meses se trasladó a España, para criarse toda su vida en el barrio madrileño de Tetuán.
Empezó a actuar profesionalmente a la edad de 22 años. Se diplomó en arte dramático y nunca había hecho televisión antes de Aída, solo había hecho teatro. Antes de obtener el papel como Osvaldo Huitalcoche  en dicha serie, estaba trabajando en una obra teatral en Jaén. Cuando lo llamó su representante para hacer el casting se encontraba allí en Jaén y cuando finalizó la función de ese día fue a Madrid para realizar la prueba. Dos días después de realizarla lo llamaron para comunicarle que el lunes siguiente tendría que estar en plató.
El actor pasó a ser popular al interpretar en la serie de Telecinco Aída a Osvaldo Huitalcoche, más conocido por el mote de "Machu Picchu", un camarero ecuatoriano que trabaja ilegalmente en el bar de Mauricio Colmenero (el Bar Reinols), y que constantemente sufre los ataques racistas de su jefe.
Actualmente tiene un canal de "gameplays" en YouTube, que lleva por nombre Reyes & co.
En 2018 participa en uno de los episodios de la segunda temporada de Paquita Salas.

## Filmografía

### Cine
| Año  | Título              | Personaje            | Director         |
| ---- | ------------------- | -------------------- | ---------------- |
| 2019 | Bajo el mismo techo | Walter               | Juana Macías     |
| 2022 | La vida padre       | Camarero.            | Joaquín Mazón    |
| 2022 | Mañana es hoy       | Vecino.              | Nacho G. Velilla |
| 2025 | Aída y vuelta       | Oswaldo "Machupichu" | Paco León        |

## Televisión
| Año        | Serie         | Canal     | Personaje                        | Notas         |
| ---------- | ------------- | --------- | -------------------------------- | ------------- |
| 2006- 2014 | Aída          | Telecinco | Oswaldo Witalcoche "Machu Pichu" | 218 episodios |
| 2018       | Paquita Salas | Netflix   | Él mismo                         | 1 episodio    |